# Canto dos Exilados
Canto dos Exilados é uma série de documentários da Arte 1, em parceria com a Telenews e Riofilme. Criada pelo cineasta e jornalista Leonardo Dourado e pela roteirista Kristina Michahelles, ambos ligados ao Museu Stefan Zweig, foi exibida originalmente em 2016. A série retrata a vida de refugiados do nazismo e do fascismo no Brasil.

## Episódios
Os episódios da série foram divididos por área de atuação profissional dos imigrantes:
1. Músicos:
- Eugen Szenkar
- Hans-Joachim Koellreutter
- Felicja Blumental

2. Escritores, críticos e tradutores
- Otto Maria Carpeaux
- Herbert Caro
- Paulo Rónai

3. Fotógrafos:
- Kurt Klagsbrunn
- Jean Manzon
- Hans-Günter Flieg

4. Dramaturgos: 
- Ziembinski
- Gianfrancesco Guarnieri
- Zygmunt Turkow

5. Livreiros:
- Eva Herz
- Erich Eichner
- Walter Geyerhahn
- Susanne Bach

6. Promotores das artes:
- Nydia Licia
- Oskar Ornstein
- Eva Sopher

7. Pintores:
- Wilhelm Wöller
- Agi Straus
- Vieira da Silva

8. Pensadores:
- Stefan Zweig
- Vilém Flusser
- Anatol Rosenfeld

9. Artistas plásticos:
- Fayga Ostrower
- Hannah Brandt
- Emeric Marcier

10. Empreendedores: 
- Hans Stern
- Regine Feigl
- Oscar Arany